# 理性恨
理性恨，又译为厌恶理论，蔑视理论，厌恶学问等，為对理性的仇恨其中一種解說。源於對逻辑推理、邏輯论证和苏格拉底反詰法的排斥及不信任。

## 詞源
这个词源自柏拉图的作品《斐多篇》（Φαίδων），该篇描寫了苏格拉底最后的时光和处决方式，揭示了蘇格拉底因追求哲學而冒犯了不少人。
柏拉圖的《斐多篇》讲述了埃利斯的斐多的故事，他回忆起與苏格拉底共處的最後幾個小時，埃切克拉底听说了苏格拉底被处死的消息，但没有詳細的資訊，因此他很好奇。斐多是苏格拉底被执行死刑時在場的人之一，他开始解释说，他和其他人早在死刑當日就聚集在苏格拉底的囚室。在那里，西米亚斯和塞伯斯已开始与苏格拉底讨论来世，尤其是塞伯斯对苏格拉底提出质疑，他认为灵魂是不朽的。斐多提及那时苏格拉底曾提出一个有关灵魂不朽的论点，而西米亚斯和塞伯斯进行完美的反驳过程。斐多以这个故事对埃切克拉底说：
聽了西貝亞斯和塞伯斯的反對意見，我們全都感到非常沮喪，這是我們後來相互交談時得知的。在這場討論的前半段，我們本來都已經非常相信了，可是這個時候我們感到他們把我們的信念顛覆了，把我們的自信心摧毀了，不僅涉及已經說過的內容，而且涉及後來的內容。我們也許缺乏判斷的能力，或者說可以證明這些事實本身是不可靠的。——《柏拉圖全集‧斐多篇》88C
然后斐多告诉埃切克拉底，在回答西米亚斯和塞伯斯的论点之前，苏格拉底毫无疑问地看到他们的反对在所有在场人士中引起了不安，而斐多本人向埃切克拉底证明了这一点。他们决不能因为这种反对而灰心，并因此拒绝哲学。斐多谈论苏格拉底的部分由此开始：
這是在人們變得厭惡人的意義上說的。對任何人來說，沒有比理性恨更大的不幸了。理性恨和厭惡人類是以同樣的方式產生的。厭惡人類的產生是由於不加批判地相信某人。你假定某個人絕對誠實、忠心、可靠，而後又發現他是虛偽的、不可靠的。同樣的事情一而再、再而三發生。由於對這些被認為是你最親近朋友的反覆感到失望，你和他們的友誼均以可恨的結果而告終，這種情況會使你厭惡任何人，認定在任何地方都不可能找到真誠。——《柏拉圖全集‧斐多篇》89D-E
苏格拉底提醒了读者，一个人不會因为自己的品格而讨厌他的同伴，由此他们也不应该讨厌论证和理性，提出論證而冒犯別人只是他们可能未能宏觀地看待論點上的優点和缺点。

## 现代的使用
1833年，理性恨這個論說得到了證明。1871年時，本杰明·乔伊特翻译柏拉图的作品《对话錄》就曾記載：“有厌世者或男人的仇敌，也有理性恨和想法的仇敌。 ” 
康德在1785年的著作《道德形上學基礎》的段落中也使用德語描述此术语：“Misologie，d. i. [das ist] Haßder Vernunft”；而到了1895年，托马斯·金斯米尔·雅培更直接把該句翻譯成「對理性的仇恨」。